# 앨리스 베일리
앨리스 앤 베일리(Alice Ann Bailey 또는 Alice A. Bailey, 1880년 6월 16일 ~ 1949년 12월 15일)는 "영원한 지혜(Ageless Wisdom)"라는 용어를 남긴 작가이자 신지학자이다.

## 일생
앨리스 앤 베일리는 그녀의 추종자들에 의해서 AAB라고도 불린다. 그 용어는 비학(Occult, 祕學)의 가르침, 비전(esoteric, 秘傳)의 심리학과 치유법, 점성학적이며 철학적이며 종교적인 주제들을 포함한다. 앨리스 베일리는 잉글랜드 맨체스터에서 앨리스 러트로브 베이트먼(Alice LaTrobe Bateman)이라는 이름으로 태어났다. 1907년에, 그녀는 미국으로 이주했고, 그후에 생애의 대부분을 작가이자 교사로서 살았다.
1919년과 1949년 사이에 쓰여진 그녀의 저서들은 영성이 태양계와 명상, 치유, 영성 심리학, 국가의 운명 그리고 일반 사회의 규정과 어떻게 관계되는지와 같은 논제의 밀교적 사고의 광범위한 체계를 서술한다. 그녀는 "티베트인"으로 시작하는 이름 혹은 "D.K"라는 첫 철자로 불리는 후일에 드왈 쿨(Djwal Khul)로 알려진 한 지혜의 스승에게 정신감응적으로 지시를 받는 식으로 대다수의 저서를 기술했다.:162~163 그녀의 추종자들은 그녀의 저작들을 앨리스 A. 베일리의 자료(The Alice A. Bailey material) 또는 때때로 AAB의 자료라고 부른다.
그녀의 저서들은 블라바츠키 여사의 저서들에 영향을 받았다. 베일리의 저작들은 블라바츠키 여사의 정통파 신지학과는 다르지만, 공통점이 많다. 그녀는 기독교를 포함한 종교적 주제들에 대해서 저술했지만, 그녀의 저서들은 근본적으로 기독교 및 다른 정통파 종교들의 여러 측면과는 다르다. 통합된 사회에 대한 그녀의 견해는 전통적인 종교들의 형태들과 다르며 물병자리의 시대의 개념을 수반하는 전세계의 "종교 정신"을 포함한다.:233~234
민족주의와 미국의 고립주의, 소비에트의 전체주의, 파시즘, 시온주의, 나치주의, 인종 관계, 아프리카인, 유대인 그리고 유대교와 기독교에 대한 베일리의 몇몇 전언에서 비롯된 논쟁이 있다. 요나산 게르숌 등은 그녀의 저서들이 "인종차별주의" 요소를 포함하고 있다고 주장한다.
로버드 S. 엘우드에 따르면, 그녀의 철학과 출판물들은 여전히 신비학교(Arcane School)와 같은 그녀가 설립한 단체들과 조직들 그리고 그녀의 가르침을 따르는 보름달 명상 단체들(Full Moon Meditation Groups)에서 사용된다.

## 생애

### 유년기
앨리스 베일리는 영국의 부유한 귀족 가문에서 성공회의 일원으로 태어났고, 철저한 기독교식 교육을 받았다. 그녀는 물질적 환경의 호화로움에도 불구하고, 과잉보호를 받은 외로운 유년 시절을 묘사하며 불행했다고 전한다.:9, 12 그녀의 어린시절에 대한 이야기 중에서 그녀는 빅토리아 시대의 영향력에 특히, 상류층의 안락과 노동 계층의 고투 사이의 넓은 격차에 경악했다고 전하는데, 그러한 문제는 "과거의 신학"의 불공평함이 부분적으로 기인하는 그리고 그녀가 1914년부터 1945년까지를 일컬어 "현재 세계의 전쟁"이라고 부르던 사태를 야기했다고 한다.:4~5
그녀의 자서전에서, 그녀는 어린 시절에 그녀가 삶의 보람을 찾지 못하여 불행했고, 5세 때와 11세 때 그리고 15세 이전의 한 때의 그렇게 세 번의 자살시도가 있었음을 이야기했다. 그녀는 세번째의 시도 이후에, 그 생각에 대한 관심은 잃어버렸지만, "언제나 그 충동"은 이해할 수 있었다"고 했다.:21
1895년 6월 30일, 15세의 베일리에게 "유럽식 의복을 입고 터번을 쓴 키큰 남자인" 한 낯선 사람이 찾아왔고, 그는 그녀에게 그녀는 그녀를 위해 계획된 어떤 일에 대비해서 자제력을 기를 필요가 있다고 말했다. 그녀는 그 사람을 예수라고 가정했지만, 나중에 그를 스승 쿠트 후미로 알게 되었다.

### 인도에서의 선교와 첫 번째 결혼
베일리는 22세에 기독교청년회(YMCA)와 영국군과 연관된 선교 활동에 참여했다.:340 1907년에, 그러함은 그녀를 인도로 데려다 주었고, 그녀는 장래의 남편 월터 에번스를 만났다. 그들은 미국으로 이주했고, 에번스는 미국 성공회의 사제가 되었다. 그러나, 그 결혼은 지속되지 못했다. 그녀는 그녀의 남편은 그녀를 학대했고, 한번은 욱하는 감정에 그녀를 계단 아래로 밀어버린 적이 있다고 전했다.:114 베일리는 이혼을 요구했고 얻어냈다. 1915년에 정식 이혼이 이루어지고, 그녀에게는 세명의 자녀가 맡겨졌다. 이후, 그녀는 그녀와 자녀를 부양하기 위해서 공장에서 일하며 힘든 시절을 보냈다.:120:46:13
베일리의 결별은 그녀의 기독교인 남편 뿐만 아니라, 일반적으로 기독교에 대한 것이기도 했다. 그녀의 자서전에서, 그녀는 "한 광적인 정통파 기독교 선교사가 잘 알려진 비학의 스승이 되었다."고 기술했다.:1

### 신지학협회와 함께
1915년에, 베일리는 신지학협회와 헬레나 페트로프나 블라바츠키의 저서를 알게 되었다. 신지학협회는 1917년에 베일리가 입회했다고 전한다. 신지학자 조이 밀스는 1918년에 그녀가 협회의 밀교부(Esoteric Section)의 일원이 되었다고 한다. 신지학자 브루스 F. 캠벨은 "그녀는 헐리우드에 있는 한 크로토나(Krotona)의 본부로 옮겨서 빠르게 아디아르 협회의 미국 지부(American Section)에 영향력 있는 인물로 떠올랐다."고 알린다. 그녀는 협회지 《더 메신저(The Messenger)》의 편집자가 되었고, 크로토나 책임위원회의 일원이 되었다.:151
베일리는 신지학회의 한 감실에서 본 초상화의 인물이 어린 시절 자신을 찾아 왔던 스승 쿠트 후미라고 주장했다.:340 베일리는 자신이 "마이트레야"(미륵)의 보호 하에 일하는 깨우친 현자들의 친선 단체로 믿는 "고대 지혜의 스승들"이라고 부르는 사람들에 대하여 많은 분량을 저술했다. 부분적으로, 그녀는 그녀의 저서들이 그 스승들의 본성과 업적을 명확히 하려는 노력임을 전했다.:1

### 신지학으로부터 분리된 "티베트학" 그리고 두번째 결혼
1919년에, 베일리는 (후일에 D.K의 철자와 연관되며, 결국 드왈 쿨이라는 이름이 밝혀진) 티베트인으로 알려진 한 스승과 만나게 되었다고 기록했다.:1 베일리는 고심 끝에, 그의 자료들로부터 비롯된 공동체들에 대해서 저술하기로 결정했다고 전했다. 그녀는 1919년부터 1949년까지 30년 동안 저술활동을 했다. 그 결과 고대의 지혜와 철학, 종교, 동시대의 사건들, 과학, 심리학, 국가들, 점성술 그리고 치유법에 대한 24 권의 서적이 출판되었다. 1919년에는 프리메이슨리의 32도 회원 포스터 베일리(Foster Bailey, 1888~1977년)가 신지학회의 지부 총무가 되었는데, 그 둘은 1921년에 결혼하여, 그는 그녀의 두번째 남편이 되었다.:20
한 신지학자는 그 둘의 저서 《시작과 인간 그리고 태양(Initiation, Human and Solar)》의 처음 몇 장을 출판했지만, 이내 베일리가 "신지학적 질투와 반동적 태도"라고 부른 이유로 인해 출판중지 되었다.:151 베일리는 애니 베전트의 신신지학(neo-Theosophy)을 반대했고, 미국 지부에서 더 큰 영향력을 갖기 위해서 포스터 베일리와 결탁했다.:151 신지학자 조세핀 마리아 데이비스 랜섬에 따르면, 그녀는 "주로 포스터 베일리 부부가 선도하는 블라바츠키 운동의 퇴보"에 가담했다고 한다. 그녀는 신지학협회의 밀교부가 나아가야 할 식견에 대한 개요를 작성했고, 관용과 친교의 사상들에 대해서 알렸다.:259, 410 그러나, 그 협회에 영향력을 행사하려던 그녀의 시도는 수포로 돌아갔고, 그 부부는 그들의 직위에서 해임되었다.:346
종교역사가 올라브 함메르에 따르면, 베일리의 티베트 공동체들에 대한 초기 저서들은 그 협회 내에서 적절히 수용되었지만, 회장 애니 베전트는 베일리의 "티베트" 공동체들에 대한 주장을 의문시했고, 베일리의 그 조직에서의 퇴출을 용인했다. 베일리에 따르면, 그녀는 권위주의적으로 그 협회를 대했으며 "하급의 심령 현상"에 연루되었다고 한다. 그러나, 그녀의 저서들에서, 그녀는 블라바츠키 여사의 저서들의 중요성을 계속하여 인정했고 블라바츠키의 가르침의 계승과 발전을 그녀 자신의 과업으로 보았다.

### 신비학교와 루시스 트러스트
루시스 트러스트(Lucis Trust)의 웹사이트에 의하면, 베일리는 《신호등(The Beacon)》라는 제목의 비교 철학에 대한 연 4회의 잡지를 출간했다.
1923년에, 포스터 베일리의 도움으로, 엘리스 베일리는 (루시스 트러스트의 일부이기도 한) 신비학교(Arcane School)를 설립했고, 거기에서 업보와, 환생, 스승들, 신의 계획 그리고 그들의 본래 신격의 지위를 향한 인류의 업적에 대한 기초 신지학적 견해들을 수용하는 그녀의 신지학 이설본에 근거하는 일련의 통신 강좌를 제공했다.(그것은 여전히 제공된다.)
루시스 트러스트의 웹사이트와 엘리스 베일리의 자서전은 그녀는 포스터 베일리와 함께 그녀가 "실천하는 사랑(Love in Action)"이라고 칭한 것을 촉진하기 위하여 "세계 친선(World Goodwill)" 단체를 조직했다.:2 세계 친선 단체의 후원 단체와 루시스 트러스트에 따르면, 그것의 공식 목표는 "친선의 힘을 동원하는데 도음주기, 그리스도의 재출현을 준비하는 일에 협력하기, 세계의 주요한 문제들의 원인들에 대한 여론을 교육하기 그리고 그것의 사려깊은 해결책을 마련하는데 도움주기"이다.
앨리스 베일리의 신비학교의 진보된 학생들을 위한 약 100 건의 공적 및 개인적 강연 내용을 온라인에서 찾을 수 있다. 앨리스 베일리는 1949년에 죽을 때까지 저술 활동을 계속했다.:1 포스터 베일리는 1977년에 죽을 때까지, 루시스 트러스트의 수장을 맡았고, 그 동안 그의 두번째 부인 메리 베일리는 신비학교를 경영했으며, 그의 사후에, 루시스 트러스트의 회장이 되었다. 메리 베일리는 신비학교에서 활동한 자신의 33년을 묘사한 그리고 "티베트인"과 함께 한 앨리스 베일리의 초기 활동에 대한 기록들을 담은 《경험의 배움(A Learning Experience)》이라는 제목의 한 서적을 저술했다.
과거 그 학교는 프리메이슨리와 유사한 일련의 계급구조를 가지고 있었는데, 그것의 초기 구조는 장미십자회의 크로토나 단체(Rosicrucian Order Crotona Fellowship)의 것과 유사하다.

## 저술

### 신지학과의 비교
신지학자들 사이에서는 엘리스 베일리의 저서들에 대한 평가가 분리되어 있다. 예를 들어, 동시대의 신지학 작가 제프리 허드슨은 그녀의 저서들에 대한 논평에서 "앨리스 베일리는 또 다시 신비학도들에게 빛을 진 셈이 되었다."고 하므로, 매우 호의적인 반응을 나타냈다. 올라브 함메르는 "그녀의 첫 번째 저서 《시작과 인간 그리고 태양(Initiation Human and Solar)》은 그녀의 동료 신지학자들에게 호의적으로 수용된 최초의 출판물이다. 그러나, 이윽고, 어떤 스승들로부터 비롯된 영원한 지혜의 수령인이 되자는 그녀의 주장은 반대에 부딪혔다."고 기술한다. 그녀의 저작들은 신지학에 대한 다소의 비판이 포함되어 있었기 때문에, 그러한 충돌은 당연했다. 그리고, 결별 때에, 그녀는 신지학적 지도자들에게 충성 맹세가 요구되는 것에 의문을 제기하며, 그녀의 식견으로 그 협회 내의 독단적인 구조에 대해 비판의 소리를 높혔다. "1920년의 시카고에서의 연례 회의 기간 동안에, 베전트에 충실한 세력들과 밀교부 그리고 ES(밀교부)가 너무 강력해졌다고 여기는 다른 사람들 사이에서 강한 충돌이 있었다. 그 충돌의 이면에는 티베트학에 대한 엘리스의 저서에 대한 논쟁이 감추어져 있었다. 베일리와 신지학의 분리에 대한 더 최근의 예로는 스칸디나비아의 신지학을 들 수 있다.
캠벨은 베일리의 저서들은 신지학의 주요 주제들을 다소 독특한 어세를 더해 개정한 것들이며, 그것들은 동시대의 사회적이며 정치적인 발전을 인식하고 있는 비전 과학과 신비 철학의 포괄적인 체계를 나타낸다고 기술한다.:152 스티븐 J. 서트클리프는 베일리와 블라바츠키의 저서들은 모두 티베트를 영적인 스승들의 고향으로 묘사하며, 베일리는 그녀가 블라바츠키와 거의 같은 계통임을 주장했다고 언급한다. 그는 "블라바츠키의 과거의 개인 제자들"로부터 교육받은 것을 들어, 베일리를 후신지학적 이론가로 기술하며, 그녀의 세번째 저서(《우주의 불에 대한 논문(A Treatise on Cosmic Fire)》)은 블라바츠키의 《드쟌의 서》 경외전의 재현일 뿐만 아니라, 블라바츠키에게 헌정된 것이기도 함을 알린다.:48
존 클리모는 《초자연적 자원들로부터 얻은 정보에 대한 조사(Investigations on Receiving Information from Paranormal Sources)》에서, "블라바츠키의 신지학적 자료와 다른 문헌들에서 비롯된 더 최근의 동시대 자료와 마찬가지로, 우리는 베일리의 저서에서도 물질계와 이중계, 영계, 정신계, 인과계, 그리고 실재 인간계의 높은 단계들과 같은 신비학적 우주론의 체계를 발견할 수 있다."고 기술한다. 올라브 함메르는 그의 저서 《지식의 주장: 새 시대에 대한 신지학에 기인하는 인식론의 전략(Claiming Knowledge: Strategies of Epistemology from Theosophy to the New Age)》에서, "대체적으로, 베일리의 가르침은 《비밀 교의(Secret Doctrine)》의 신지학에 대한 재록 및 확충이다. 베일리는 블라바츠키와 리드비터를 계승했고, 풍부한 상술과 복잡한 분류 구조를 선호한다. ... 그녀의 저서들은 새로운 교의 요소들 뿐만 아니라 주안점의 변화 또한 소개하고 있다."고 기술하므로, 베일리의 신지학적 유사성을 강조하면서도 그의 견해로 본 그들 사이의 차이점들 또한 알리고 있다.
위와 대조적으로, 몇몇 신지학적 비평은 베일리는 신비적 기독교의 용어들과 개념을 포용하며 찰스 웹스터 리드비터의 사상을 수용하므로, 베일리의 사상과 블라바츠키의 신지학 사이에는 중요한 차이점이 있다고 주장한다.:153
1997년에, 신지학 잡지 《포하트(Fohat)》에 기고를 작성한 니컬러스 윅스는 그녀의 저서들은 사실 "C. W. 리드비터가 주창한 의사신지학에 근본을 두고 있다"고 주장하며, "... 그녀의 가르침은 HPB(헬레나 페트로프나 블라바츠키)와 그녀의 구루들에게 배운 신지학의 기본 진로에 기초하며 어긋나지 않는다."는 주장은 틀렸음을 알았다고 한다. 그는 베일리가 리트비터의 마이트레야의 귀환에 대한 "환상"을 수용했다고 주장하며, "그리스도와 그의 스승들이 물병자리의 시대를 인도하도록 그들의 암자들을 떠나 주요 도시들로 들어가기를 권유하는 것"으로 추정되는 한 기도문인 베일리의 위대한 기도문을 폄하했다. 그가 언급한 브라바츠키의 신지학과의 대조점은 각각의 사람에게 그리스도에 대한 의존을 강조한다는 것이다.
아트마비디아에 대한 블라바츠기 신지학이라고도 불리는 학문에 대한 몇몇 비평가들과 종종 추종자들은 다음과 같은 인용문을 언급한다. 신지학의 스승 K.H는 H. P. 블라바츠키에게 이러한 말을 들었다.: "사람들에게 최면을 걸어 그들이 정신적으로 흥분되게 취하도록 만드는 구세군은 흑마법이다." 그리고, 앨리스 A. 베일리의 구세주 마이트레야의 실제 도래를 위한 위대한 기도문과는 대조적으로, H. P. 블라바츠키는 다음과 같이 전한다: (가) "그리스도의 도래"는 재건된 세계에서의 크리스토스의 존재를 의미하지만, "그리스도" 예수의 육신으로서 전적으로 실제적인 도래를 의미하지는 않는다. (나) 그 그리스도는 광야에서는 물론 사람에 의해 만들어진 또는 교회나 신전의 성소에서도 또는 "내실에서"도 찾아볼 수 없다. 그리스도를 뜻하는 비전의 진짜 구세주는 사람이 아니지만, 모든 인간에게 있는 신격이다. 그러함은 엘리스 베일리의 《위계질서의 외면화(Externalization of the Hierarchy)》의 590쪽의 내용과 유사하다.
 H. P. 블라바츠키는 친애하는 아베 로카에게 보낸 한 서신에서 이렇게 말했다.: "세속적으로 변한 신약성경의 주요 인물과, 말씀이 육체가 되었다는 인상적인 교리에 있어서, 라틴 교회는 불교와 힌두교의 밀교주의와 그리스의 영지주의의 교의와는 정반대의 교리를 만들었다. 그러므로, 그러한 교리들의 양보가 있지 않는 한, 동양과 서양의 사이는 언제나 심연일 것이다. 게다가, 그녀는 이렇게 전한다.: "진정한 신지학자들은 로마의 교리에 의해 그리스도가 육신을 가지고 나타났다던가, 신인동형동성의 하느님이 한 사람의 교황에게 있는 목자라는 개념은 절대로 받아들이지 않을 것이다." 앨리스 A. 베일리는 이렇게 기술했다.: "우리는 역사적 그리스도를 두고 싸움을 벌여왔고, 따라서, 그러한 싸움으로 모든 것을 사랑하라는 그분의 의사가 간과되어오고 있다. 광신도들은 그분의 말씀에 대해 언쟁하며, 그분께서 '육신이 된 말씀'이셨음을 잊어버린다.":7 엘리스 A. 베일리는 이렇게 기술했다.: "그들은 그리스도께서 육신의 존재로 사람들 사이를 자유로이 다닐 수 있는 세상의 조건을 준비하며 일할 것이다. 그렇게 된다면, 그분께서는 중앙아시아에서 그분의 존재를 은거시킬 필요가 없다.":590
블라바츠키와 애니 베전트와 윌리엄 퀀 저지 등에 의한 밀교 저서들에서 신지학의 또 다른 원리인 끌어당김의 법칙이 논의되었고, 앨리스 베일리의 저서들 중에서 하나의 장 전체에 걸쳐서도 논의되었다.:111~113 그 용어는 동시대의 뉴에이지 운동에 의해 간소화된 형식을 포괄해오고 있으며, 최근에 영화 비밀(The Secret)에서 대중화되었다.

### 기의 일곱 빛줄기
모든 것은 기(氣, energy)이며, 정신과 물질 그리고 그것들 사이를 중재하는 영혼의 힘이 기의 형태들이라는 개념이 그녀의 저작들의 기저를 이룬다.:353 그러한 기는 자체로써 삶이다.:194 하나의 신격인 근본적인 기로부터 일곱 빛줄기가 발생하여 그것들을 기초로 인간 생활의 진화와 경이로운 전제 세계가 이루어진다.:35, 73 우주적 단계에 있어서 기의 일곱 광선이 행성들과 항성들의 창조력이 된다. 소우주의 단계에서 그것들은 사람의 육체와 영혼 그리고 정신의 구조를 조정하는 창조력이다.:73~152
《일곱 빛줄기에 대한 논문(A Treatise on the Seven Rays)》의 첫 번째 권인 《비전 심리학(Esoteric Psychology) 제1권》에서, 베일리는 "한 생명이 발전을 추구하여" 일곱 개의 영겁 또는 발산물을 만들어 삶의 표현에서 나타났으며, 고대의 모든 경전의 일곱 명의 리쉬"가 되었다.:22~23
그녀는 그 일곱 명을 다음과 같이 열거한다.:
1. 힘과 의지의 군주
2. 사랑과 지혜의 군주
3. 능동적 지성의 군주
4. 조화와 아름다움 그리고 예술의 군주
5. 실체적 지식과 과학의 군주
6. 헌신과 관념론의 군주
7. 의식 단체와 마법의 군주

군주(Lord)는 사람(person)으로 묘사되지만, 베일리는 그러한 "위대한 힘들"은 인간성의 개념으로는 이해될 수 없다고 전한다. 그녀는 그러한 것들 중에서 특정한 것에 대한 묘사는 인간성으로 이해할 수 있지만, "순수한 존재"인 특정한 행성으로도 표현되어야 함을 알렸다.:22~23
베일리의 개념에서, 광선들과 모든 것들은 기의 주요 부분들에서 그것들의 관계로 나타난다. 모든 빛줄기와 주요 부분들은 삶 또는 의식의 진화의 일부 형태의 중심이다.:35~52 그것은 신체 조직에서 원자부터 주요 부분들 또는 차크라들까지 그리고 위로는 인간의 기운에서부터 주요 부분들로써의 사람들의 단체들과 주요 부분들로써 도시들과 국가들까지의 모든것들을 포함한다.:79~90 하나의 전체로서의 인간성은 그녀가 기술한 지혜의 스승들에 기인하는 에너지의 중심에서 착안되었다.:22 마찬가지로, 하나의 전체로써의 행성 지구는 그것의 삶의 모든 보조적인 중심 부분들을 지니는데, 우리 태양계의 큰 생명이나 신격 안에 있는 삶의 중심으로 보여진다.
일곱 빛줄기의 개념은 신지학 저서들에서도 발견된다. 켐벨은 베일리가 "...일곱 빛줄기의 개념을 발전시킨 최초의 인물인데, 초기의 신지학 저너들에서 일곱 광선에 대한 개념은 미숙한 상태로 발견되기 때문이다.":153 일곱 광선은 힌두교 철학에서도 나타난다.

### 비전 점성술
비전 점성술(秘傳 占星術, esoteric astrology)은 앨리스 베일리가 티베트인 승천대사 드왈 쿨에게 전수받았다고 하는 그녀의 "영원한 지혜(Ageless Wisdom)"의 가르침에 근거한다.:88 "티베트인 스승 드왈 쿨은 점성술과 상징화와 해석을 추구하는 삶에 대한 대한 더 영혼지향적인 접근을 위한 중요한 초석을 제공해오고 있다.":14
일반적으로, 비전 점성술가들은 베일리의 다섯 권으로 된 일련의 저서 《일곱 빛줄기에 대한 논문(A Treatise on the Seven Rays)》에 그들의 실천의 근거를 두는데, 특히 그 연속물 가운데 제3권 《비전 점성술(Esoteric Astrology)》이 세계의 비전 점성가들을 위한 기초 서적으로 여겨진다.
비전 점성술의 행성의 주인지위 체계는 전통 점성술에서는 사용되지 않는 행성들을 포함하여, 그것의 체계와 다르며, 하우스 체계를 매우 개인화된 의미들과 해석의 복합적인 단계들이 혼합된 한 체계로 대체한다. 비전 점성술은 점성술과 일곱 빛줄기의 이론과 관련 있는 밀교의 다양한 요소를 통합한다.
베일리에 따르면, 하우스와 행성의 주인지위는 다음과 같다.:
|            | 성격(세속) | 영혼(비전) | 하우스   |
| ---------- | ---------- | ---------- | -------- |
| 양자리     | 화성       | 수성       | 첫 번째  |
| 황소자리   | 금성       | 불칸       | 두번째   |
| 쌍둥이자리 | 수성       | 금성       | 세번째   |
| 게자리     | 달         | 해왕성     | 네번째   |
| 사자자리   | 태양       | 태양       | 다섯번째 |
| 처녀자리   | 세레스     | 달         | 여섯번째 |
| 천칭자리   | 금성       | 천왕성     | 일곱번째 |
| 전갈자리   | 명왕성     | 화성       | 여덟번째 |
| 사수자리   | 목성       | 지구       | 아홉번째 |
| 염소자리   | 토성       | 토성       | 열번째   |
| 물병자리   | 천왕성     | 목성       | 열한번째 |
| 물고기자리 | 해왕성     | 명왕성     | 열두번째 |

### 사람의 구조
과거의 신지학적 가르침과 유사하게, 베일리는 사람은 성격(性格, personality)을 통하여 활동하는 추상적인 정신계의 영혼(靈魂, soul)으로 구성되어 있다고 가르쳤다.(여기서, 성격이란 전체론적으로 육체적이고 감성적인 그리고 덜 추상적인 정신체를 뜻하는 기술적인 용어이다.):564 그녀는 육체(肉體, physical body)와 영체(靈體,astral body) 그리고 정신체(精神體, mental body), 이렇게 세 가지의 하위 "매개물(媒介物, vehicles)" 또는 "싸개(sheaths)"를 뜻하는 데 전통적인 용어를 사용한다. 육체와 직접적으로 교신하지만 모든 표현 형태에 있어서 한 사람 천체에 생명을 불어 넣는 대리체인 육체의 이중체(二重體, etheric body 또는 천상체)도 있다. 인간의 그러한 기운들은 진화하는 인간의 의식과 동일한 영혼의 부분적 발산물들 또는 표현들로 정의된다. 마음은 단순히 일시적인 두뇌 효과로 여겨지지 않으며, 개인들의 내부 구조에 기인하여 동기를 부여하는 영기로도 나타나는 기이다.:130, 77, 91, 105
베일리의 저서들에서, 진화(進化, evolution)는 사람의 육체와 감성 그리고 정신 스스로들이 통합하는 절차로 정의되며, 성격의 "하나됨"을 향한 영혼의 의지(意志, will)와 일치한다.:364 그것의 변화는 "올바른 인간관계"와 영적인 계시나 각성을 야기한다. 영성의 진로에 대한 구별된 단계는 진화하는 의식이 새롭고 더 넓은 각성과 관계, 책임 그리고 능력의 분야로 들어감을 말하는 입문(入門, initiation)이라 불린다.:16:204 그녀의 빛줄기(또는 광선, ray)에 대한 개념에 있어서, 영혼이 성격에 더해진다.:564:132

### 영성의 체계와 샴발라, 금성 그리고 시리우스
베일리는 모든 인류의 진화의 이면에는 역사를 통틀어 인류를 인간애로 인도하는데 도움을 주어온 깨우친 영혼들의 친선이 자리한다고 기술했다.:260 베일리에게 인류의 진화는 영성의 체계에 대한 관계와 직접적으로 밀접한 관련이 있었다. 그녀는 종교와 철학, 과학, 교육 운동 그리고 일반 문화의 활기를 띄게하고 희망을 주는 영향력은 그러한 관계의 결과이며,:209, 261, 268 이내 인간성이 그러한 발전을 저하시킬지라도, 그것들은 모두 진화하는 인류의 잠재력과 협력하는 영성의 결과로 여겨지는 원동력으로 존재한다고 믿었다.:275:163
베일리는 영성의 체계와 그것의 분류를 시리우스계와 금성, 신비의 땅 샴발라 그리고 "세상의 군주" 사나트 쿠마라의 소재와 연관지었다. 베일리는 "시리우스의 기는 샴발라를 건너뛰어 그것의 체계에 초점을 맞춘다. ... 대 광명 동포단(大 光明 同胞團, Great White Lodge)의 모든 일은 시리우스의 통제를 받는다."고 기술했다. 모니카 스주는 뉴에이지 운동에 대한 한 수필에서, "베일리는 스승들의 체계는 샴발라에 있으며, 약 1800만년전에 금성인들이 현재의 몽고 사막에 있던 신성한 고비섬에 전설적인 도시를 건립했다고 가르쳤다."는 말을 그녀의 해석으로 풀이했다. 그녀는 베일리가 샴발라라는 단어는 공통적인 사용에 있어서 물질적이지 않으며, 이중계보다 더 위에 위치해 있다고 전한 데서, 그 "도시"는 비유적인 개념일 수도 있다는 점을 지목한다.:753

### 마이트레야에 대한 가르침
앨리스 A. 베일리의 자료에서, 그녀는 제2차 세계 대전이 선과 악 사이의 우주적 충돌이라고 주장한다. 빛의 세력으로 표현되는 고대의 지혜의 스승들은 연합국의 편에 있었고, 어둠의 세력은 추축국의 편에 있었다. 베일리에 따르면, 아돌프 히틀러는 어둠의 세력에게 홀려있었다.:425 1945년에 엽합국에 의한 주축국의 패배와 함께 그 국면은 전옺거인 신지학자들이 마이트레야라고 부르지만, 엘리스 A. 베일리는 새 시대의 개시를 알리는 그리스도라 부르는 존재의 출현을 준비하고 있었다.
1946년 1월, 베일리는 그녀의 견해에 따라 (그녀가 마이트레이야를 일컫는데 사용된 이름인) 그리스도가 물질계에서 그 스스로 그 자신의 육체를 나타내어 돌아올 것이라고 예언했고,:530 그녀의 저서에 뉴에이지는 그리스도의 재림에 대한 기독교의 개념과 같다고 기술했다.
게다가, 그녀는 (그녀의 저서에서 스승 라코치 또는 스승 R.이라고 불리는) 성 저메인이 그리스도의 최고 집행 위원회의 운영자라고 했다. 그 위원회는 그리스도와 그에 따른 물병자리 시대의 개시를 준비하는 임무를 맡은 승천한 스승의 한 특정 단체이다. 베일리에 의하면, 그리스도가 재림하면, 그는 물병자리 시대의 거의 모든 2,150의 기간을 머무를 것이며, 따라서 천년왕국과 동일한 새 시대는 하나의 천년기 만이 아니라 물병자리의 두 천년기가 될것이다. 베일리는 그 시대 동안에, 그리스도(마이트레야)는 지구의 영적 지도자로서 그리고 세계 평화를 가져올 메시아로서 치세할 것이라고 했다.
1946년 8월에, DK는 베일리를 통하여, 그리스도는 비행기에서 재림할 것이며, 따라서, "그가 여러 세대 동안 있어 온 지구의 한 장소에서" 구름을 타고 온다는 기독교의 예언은 이루어질 것이며, 그는 세계의 텔레비전에 모습을 드러낼 것이라고 전했다.

### 위대한 기도문
위대한 기도문(Great Invocation)은 1937년에 드왈 쿨에 의해서 베일리에게 전해진 한 만트라(진언)이다. 그 만트라는 "하나님의 마음속의 빛으로부터, 사람들의 마음에도 그 빛 흐르게 하소서."로 시작하며, 사람들이 하느님의 계획에 따라 행동하는 그러한 개념을 보충하는 구절들로 이어진다. 그것은 뉴에이지 운동의 일부 추종자들에 의해서 전파되었으며, 특히 단체 명상의 일환으로 사용된다.
1970년대 이래, 그 기도문은 핀드혼 재단 공동체에서 사용되어오고 있다. 2001년 9월 11일의 테러에 대한 반응으로, 위대한 기도문은 "평화를 위한 빛의 명상 네트워크"로 알려진 핀드혼에서 일일 프로그램의 중요 요소로써 사용되었다.:138~139 핀드혼의 위대한 기도문의 사용은 후일에 그들이 영향력을 끼쳐온 뉴에이지 UFO 철학에 관심을 가지는 단체들을 포함한 다른 단체들로 파생되었다.:85
로즈메리 켈러는 위대한 기도문을 "그리스도의 지구 재림"의 요청으로 묘사했고, 베일리와 관련된 단체들은 그들의 임무의 일부로써 그 기도문이 방송될 때에 맞춰서 라디오와 텔레비전을 구입했으며, 그 기도문은 종종 켈러가 "빛의 단체들"이라고 부르는 데에서 베일리의 제자들이 "이 행성에 이로운 영기"에 집중하고 이끌린다고 여겼던 것을 성취하기 위해서 낭송되었다고 기술했다. 조사연구가 해너 뉴먼은 위대한 기도문에서 발견한 반유대적 요소에 대해서 묘사했는데, 뉴먼에 따르면, 기도문에 있는 그 "계획"은 뉴먼이 언급한 "유대주의를 제거함으로써 이루어질 목표와 인간의 의식으로부터 영향을 받아 모든 유대인의 존재를 없애는 일에 높은 우선권이 부여된 지위들"을 가진 한 "계층"에 기인하여 저술된 계획을 뜻한다고 주장한다.

### 제자와 봉사
베일리는 《뉴에이지의 사도 자격(Discipleship in the New Age)》의 그녀의 가르침에서 인간성의 관계에 대한 위계 체계를 만들었다. 그 사도는 한 사람의 스승의 영적 아슈람에서 받아들여진 학생 또는 첼라이다. 그 구조에서, 각성된 모든 영혼은 (무의식적이지만, 결국에는 완전히 의식하고 있는 긴 시간 동안) 특정한 스승에 대한 관계에 자리한다.:465:465 그 영혼의 영향력 하에서 통합된 인격은 동시에 그 스승의 영향력 하에도 있게 된다.:688 그러한 관계는 업과 발달상의 지위 그리고 (가장 중요하게) 인간을 돕기 위해 이루어야할 일을 위한 열망자의 능력에 의해 결정된다.:103 그러한 "봉사"의 측면은 베일리의 저서들에서 두루 강하게 강조된다.:37 그녀의 개념에 의하면, 크게 향상된 의식의 발전은 스승과 제자의 관계가 인류에 대한 봉사만을 가능케한 결과이다.
베일리의 저술은 인류에 대한 봉사에 의한 "위계의 계힉"을 선호하며 전통적인 헌신적이며 염원적인 측면들을 경시하는 경항이 있다. 그녀에 의하면, 그 계획은 기본이며 모든 것은 그것에 달려있다.:37 베일리에게 있어서, 사도의 자격이란 봉사로써 향상되는 그들의 감성과 능력의 발전을 의미한다. 사도들은 오로지 욕심없는 봉사만을 실천하게 되기 전까지, 결코 그러한 능력이나 깨달음을 얻을 수 없을 것이다.

### 국가와 단체의 통합과 신격
통합과 신격의 기본 개념이 엘리스 베일리의 저작의 기저를 이룬다.:561:288:7
그녀는 종종 사람들의 인종이나 국적 또는 종교로써 단체들을 구별하지만, 그녀는 인종이나 종교 자체로는 핵심 요소가 되지 못하며, 의식의 진화로 그러한 꼬리표를 초월할 수 있다고 전한다. 인종에 대한 그녀의 저서들에서, 그녀는 통합의 인도주의적 개념에 초점을 맞추며, 인류의 문제들의 원인은 개인들과 단체들이 스스로를 인류에에 대한 부분으로부터 떨어뜨려 놓게 만드는 분리된 영성 때문이라고 한다.
로스는 "살의 모든 현태의 통합에 기초하는 것" 그리고 "모든 종교와 모든 과학 분야 그리고 모든 철학의 본질적인 단일성"으로 베일리의 가르침을 묘사한다.:398 켐벨은 "... 국제 이해와 경제 공유 그리고 종교 통합의 조성"을 위해 새로운 세계 봉사 단체가 설립되었다고 기술한다.:153

### 광신주의와 불관용에 대하여
앨리스 베일리는 모든 형태의 광신주의와 불관용을 강하게 반대했다.:17, 384 그녀는 교회들과 민족주의 그리고 경쟁적인 밀교학파들 내에 광신주의가 있다고 보았다.:120 그녀는 그러한 광신주의를 무지한 헌신과 고대 신학 및 낡은 방식을 고수하는 것과 연관지었다. 베일리는 그러한 문제들은 대개 옛 세대들에서 발견되는데, 그들의 광신주의는 그들의 개인 성장을 방해하며, 그들은 대부분이 영성 발전을 향한 운동과 헌신을 통해서 그러한 한계를 해결하는 방안을 찾을 것이라고 전했다.

### 인종설
베일리는 인류의 구분은 "진화의 사다리"에 있는 다른 단계들에 놓인 인종들에 있다고 가정하는 인종 구별 가설을 옹호했다. 그러한 '인종들'은 국가나 육체적 형태가 아닌 진화의 단계로 나타난다. 예를 들어 "새로 생겨난 인종"으로서 아리아인 근본 인종(또는 다섯번째 인종)을 들어, 그녀가 사용한 '아리아인'이라는 용어는 그 단어의 분리적이며 인종차별적인 용도와는 확연히 구별되는 의미를 갖고 있는데, 그들이 지구상에서 가장 최근에 진화된 민족이라고 전한다. 그것은 코카서스 민족들 뿐만 아니라 인도페르시아 출신도 지칭하며, 지성과 사고가 우세한 지역의 문화를 나타낸다. 베일리의 저서 《새 시대의 교육(Education in the New Age)》에서, 그녀는 (육제적으로 숙련된) 레무리아인들과 (감정적으로 숙련된) 아틀란티스인들, (정신적으로 숙련된) 아리아인들 그리고 "단체의 특성과 심상 그리고 이상주의적인 식견을 가진" 새로운 인종과 같은 (본래는 인간으로서 특별한 측면이 발달한 수 천년 동안의 기나긴 선사 시대의) 근본 인종들의 개념에 기초하여, 미래의 학교들에서의 신비학의 인종설들의 사용에 대해 예언했다. 그러나, 그녀는 (현재의 '다섯번째 인종'의 지적인 문화의 여러 측면로부터 진화한) 곧 등장할 '여섯번째 아인종'은 (수천년에 걸쳐) '여섯번째 인종'으로서의 고유성을 지니기 전까지는 그녀의 뉴에이지 추종자들이 열망하는 최고 수준에는 달하지 못할 것이라는 점을 고수한다. 《국가의 운명(The Destiny of the Nations)》에서, 베일리는 높은 표준을 향한 인종형에 대한 일반적 교체가 야기되며 "낮은 단계의 인간의 형체는 사라진 후에 나타나게 되는 '새로운 인종'의 진화 절차에 대해서 묘사한다.:264
그녀의 저서들은 문화인류학자이며 민족지학자인 빅토르 슈니렐만에게 비평을 받았는데, 그는 러시아에서의 현대 신이교주의에 대한 조사에서, "... 다문화주의에 대한 극도로 부정적인 관점을 갖고 있으며 인종의 '혼합'에 반대하고, 고립주의와 이민 금지를 지지하는 단체들"에 대한 각별한 주의를 표명했다. 그는 베일리의 저서들 뿐만 아니라 최근에 러시아어로 번역된 그녀와 동시대의 율리우스 에볼라의 저서들은 "...인종차별주적이며 반유대주의적인 경향이 노골적인데, 예를 들어 엘리스 베일리와 그녀의 추종자들의 비학에 대한 가르침에 있어서, 그들은 물병자리의 시대로 들어가기 위한 전제 조건으로 '유대교 경전'을 거부하며 기독교의 유대적 유산을 없애기를 바란다"고 기술했다.
스웨덴 태생의 영국의 예술가이자 작가 그리고 여신 운동의 후원자인 모니카 스주는 베일리가 그녀의 가르침을 출판하므로, 모든 뉴에이지 운동에 대한 인종차별적이며 반동적인 영향력을 갖게 되었다고 기술했다. 그녀는 신비적인 수단을 통해서 세계의 사건과 인간의 마음을 조종하며 우수 인종 아리아인의 진화를 유발시키려 하는 비밀 정예의 "스승들"에 대한 믿음을 베일리의 "친파시즘적인 종교적 관점"이라고 불렀다. (그러나, 그러함은 그녀의 가르침에 대한 현대적 오인이다. 베일리에 의해서 사용된 아리아인(Aryan)이라는 단어는 현대적 용어와 쉽게 혼동되며, 스승(Master)들은 사회적 상류층은 아니지만, 대신에 본래 신지학에서 인류 또는 "네 번째 왕국"을 넘어 다섯번째 또는 "영혼의 왕국"으로 진화해오고 있다고 소개된 그리고 그녀의 견해에 있어서 전 인류를 인도하는 "계몽된" 개인들이다.)

#### 니그로인에 대하여
베일리는 니그로 인종은 많은 수의 "어린 영혼"을 포함하고 있으며, 거의 전적으로 육체생활 지향의 피상적인 원하는 삶 또는 욕구 본성에 의해 그리고 그러한 종류의 만족을 위한 열정에 동기를 부여받은 육체 활동의 삶을 선도한다.:204~205 그녀는 아프리카의 니그로인들이 실제 자치정부를 감당할 수 있도록 백인들이 그들을 교육시킬 필요성을 나타냈다.:108
그녀는 니그로 민족을 "창조적이고 예술적이며, 교육과 훈련을 받는다면 백인만큼이나 최고의 정신 계발 능력을 가졌다"고 묘사했으며, 그녀는 "미래의 세계 평화는 혼재의 계몽되고 통찰력 있는 정치력과 하나님께서 모든 사람을 자류롭게 해오시고 계신다는 사실에 대한 평가에 달려있다."고 전하며, 백인들이 니그로인에게 "그 사람에 기인하는 기회와 존중"을 부여해야할 필요성을 강조했다.:107~109
그녀는 "니그로 문제"를 "아프리카의 니그로인의 미래와 서반구의 니그로인의 미래"의 두 영역으로 나누어서 묘사했다.:106

##### 아프리카의 니그로인 문제에 대하여
베일리는 아프리카의 토찰 민족을 진화 발달의 "태아 국면"에 있다고 여겼고, "그 어두운 대륙의 분리된 많은 종교 의식들의 이면에서, 자연 숭배와 원시적인 물활론에서부터 언젠가는 아프리카를 비학의 가르침과 생활에 대해 가장 순수한 형태의 장으로 만들 수도 있는 심오한 비학적 지식과 밀교적 이해까지의 모든 방식을 포괄하는 본질적이고 순수한 신비주의가 모습들 드러낸다."고 기술했다.:106 그녀는 "새로 생겨난 니그로 제국과 세계의 다른 영역 사이에는 반드시 올바른 인간관계가 확고하게 성립될 것이며, 새로운 사상과 새로운 세계의 경향은 반드시 수용성이 풍부한 니그로인의 의식 안에서 조성될 것이며, 그러한 방법으로 가장 어두운 아프리카가 자치정부와 표현 가능한 진정한 자유를 향한 준비를 마친 환한 빛의 중심이 될 것이다."라고 했다.

##### 미국의 니그로인 문제에 대하여
서반구에서의 니그로인과 다른 인종들 간의 관계에 관해서, 베일리는 그것은 "백인이 심각하게 연루된 매우 추찹한 이야기를 구성하며, 미해결된 치욕을 드러낸다." 그리고 "백인은 엄숙한 책임에 직면했고, 상황을 바꾸는 것은 그들의 손에 달려있다."고 기술했다.:113 그녀는 니그로 인종을 위한 인간적 처우와 동등한 권리에 대해서 옹호의 소리를 높혔고, 그들이 백인들에 의한 잔학 행위와 착취의 대상이 되어오고 있음을 인정했지만, 그러함으로 니그로인들에게 좋은 점도 있었다고 했으며, 그들의 미래에 대한 조망에 대한 낙관론의 이유를 묘사했다.:106 그녀는 미국인들에게 니그로인들에 대한 차별을 끝내고, 그들을 현제와 친구로서 받아들여 긍정적인 변화를 맞이하기를 요정하며, 미국 내에서의 니구로인들에 대한 처우 개선을 옹호했다.:113 그녀는 흑인들의 사회적 구분의 문제를 해결하려는 그들의 시도에 있어서 "세계의 영력은 니그로의 편에 있다."고 기술했다.:96, 85, 110

#### 유대인에 대하여
베일리는 유대인을 집단적 업보와 특징 그리고 행동 양식을 지닌 하나의 인종으로 총괄하여 부르며, 그들에 대해 많은 분량을 저술했다. 특히, 그녀는 유대인들은 "유물론과 잔인성 그리고 영적인 보수성"의 특징들과 "분리적이고 이기적인 사고방식"을 포함한다는 견해를 갖고 있었다.:77~79:707

##### 유대인의 사회적 성격에 대하여
베일리는 유대인들을 "세계에서 가장 반동적이면서 보수적인 인종"으로 묘사하며, 그러함은 종교적 박해를 겪으며 유랑하는 민족으로서 그들의 문화적 동질성을 유지하려는 그들의 욕구의 결과라고 설명했다. 그녀는 "사람들은 유대인들이 거주하는 특정 구역의 저급한 분위기 대해서 불평한다.(그리고 그것은 종종 사실이다.) 그들은 창밖에 그들의 침구와 의복을 걸어 놓는다. 그들은 길가에 떼지어 않아서, 거리에서 생활한다."고 기술했다.:120
그녀는 이렇게 기술했다. 유대인들은 "비록 다른 사람들이 희생을 치루더라도 그들의 자녀가 반드시 모든것들 중에서 가능한한 최고의 것을 얻을 수 있도록 할 정도로 그들의 원하는 것을 갖으려 든다." 그들은 "그들의 고통 때문에 비유대인 국가들을 비난한다." 그리고, "유대인은 어디에서나 그를 괴롭히는 혐오감을 초래하는 그의 몫을 인정할 필요가 있다.":103~105
그녀는 유대인들이 "커다란 부와 명예를 소유하고 있다"고 하더라도, 그들은 "국가들 사이에서 불화를 초래하며", "비유대인(Gentile)이 모든 비난을 짊어질 수 있도록 거의 모욕적인 요구 사항들을 만들어내고 곤경에서 탈피한다."고 서술했다.:103~105

##### 유대인 문제에 대하여
베일리는 그녀가 "유대인 문제"라고 부르는 것은 "(정복과 공포정치 그리고 학대와 같은) 민족의 행위"에 기인하여 유대인들에 의해 축적된 부정적인 업보의 결과라고 했으며, "...다른 사람들이 유대인 문제를 인문주의적 문제로 여기며, 유대인 개개인이 사랑과 올바른 행동에 대한 이해의 몫을 가질 때, 그러한 "문제"의 해결책이 나타날 것이라고 기술했다.:97~105:77~79
제2차 세계 대전 이전에, 그녀는 이렇게 저술했다. "여러 세기를 지나며, 독일에 의해서 유대인에 대한 주요한 인종 문제는 임계점에 달했다.",:195 유대인들은 "대단히 소리 높은 엄청난 공세에 대해 국제적 소수파를 이룬다.":95 그리고 그들이 고래의 문명화되고 문화화된 민족임에 반해, "분투하는 소수파"로서 그들의 문제들은 "특정 공동체에 대해 갖고 있는 어수선한 영향력"과 "고유한 특징들"의 결과이다.:86~97
1939년, 제2차 세계 대전이 발발 했을 때, 베일리는 "인류가 확실한 깨달음과 결정을 얻을 수 있도록 ... 유대인 문제는 분명 신성한 계획의 일부로써의 분열을 야기하고 있다."고 기술했다.:88~89
전쟁과 유대인 대학살 이후 1948년에, 그녀는 "강제 수용소들에 80%의 다른 민족들이 있고, 20%의 유대인들이 있다." 그리고 유대인들은 메시아를 부인할 뿐만 아니라, 그들의 인류에 대한 독특한 관계를 망각하고 있다"고 기술했다.:635
베일리는 유대인들의 증오감에 대해 비평적으로 서술했고, 유대인들이 "다른 민족들과 융합되고 혼합될" 미래를 예언했다.:401 그녀의 자서전에서, 그녀는 그녀가 히틀러의 "요주인물"에 있었고, 그녀는 그러함이 유럽 곳곳에서의 그녀의 강연들에서의 유대인에 대한 옹호 때문이라고 믿었다.:119 그녀는 "경악스러운 것은 그릇된 행동과 잔인한 행위에 대한 그의 책임감이다."고 기술하며 유대인들에 대한 처우를 들어 "비유대인"(Gentile)의 잔혹성을 비판했다.:102
더욱이, 베일리는 유대인들이 스스로 그들이 받는 부당한 처우에 대해서 의무감을 갖고 있으며, "그러한 내면의 태도 변화는 양편 모두에게 요구된 것이지만, 거의 대부분 유대인들의 편에 치우쳐졌다."라고 기술했다. 그녀는 그러한 그녀의 의견에 대한 논쟁적 본질을 인식하고 수용했다.:103~105

#### 이인종간의 결혼에 대하여
베일리는 타인종간의 결혼에 관하여 "흑인과 백인 모두에서 최고의 정통한 사상가들이 그러한 혼합의 결혼을 비탄한다. 그들은 그러함으로 어느쪽 당사자에게도 행복을 야기하지 않는다고 한다." 그녀는 코카서스인과 아시아인 사이의 결혼에 반대 의견을 제시했지만, 그녀가 제2차 세계 대전 동안의 군대의 "필연적인 난혼"이라고 부르는 행위로 인해 그 이후에 불가피한 인종간 혼합의 자녀가 나타나게 될 것이라고 했다. 그녀는 준카스트인(half-castes)과 유라시아인 뿐만 아니라, 혼혈 자녀도 그 문제의 큰 부분에 대한 해답이 될 수도 있다. 바로 다음 세대에서 세계 인구의 일부를 이루는 수십만의 혼합 혈통의 자녀가 있고, 그들은 우리가 반드시 고려해야 할 하나의 집단이다."라고 기술했다.:114
그녀는 이인종간의 결혼이 그녀가 "니그로인 문제"라고 부르는 것을 해결할 수 없을 것이라고 믿는 반면에,:267 그녀는 그러함이 그 문제를 변화시킬 수도 있음을 암시하는 "나는 그 미래에 대해 어떠한 예언도 할 수 없다."는 문장을 남겼다.:107
타인종간 결혼의 주제에 대한 그녀의 의견은 모순된다.: 한편으로는, 그녀는 혼합 결혼이 불행한 효과를 초래할 것을 암시하면서도, 다른 한편으로는 그들이 인종 갈등의 해결에 긍정적으로 기여할 것 같다는 견해를 내놓았다.:113~114 다른 데에서는, 그녀는 결혼은 영혼 관계에 뿌리를 두고 있으며,:797 일반적인 결혼이 인종 문제에 대한 해결책이 되지는 않지만, 그 해결책은 자신이 아니라 상대의 집단에서 발견되는 좋은 특성들에 대한 인식에 있다고 기술했다.:195 따라서, 그러한 상반된 내용은 그녀가 저술할 때의 관점의 도입과 변화를 반영한다.

### 민족주의와 국가에 대하여
베일리는 그녀가 통합과 친선의 영성에 위배된다고 믿는 것에 근거하는 민족 집단을 비판했다. 그녀는 개인의 근본적 충성은 인간애에 대한 것이지 그것의 틍정한 하위집단에 대한 것이 아니라고 믿었다.: "나는 여러분이 어떠한 조직적 충절도 없지만, 여러분의 동포가 독일인이든, 미국인, 유대인, 영국인, 프랑스인 혹은 아시아인이든 그들에 대한 사랑만큼은 갖고 있다고 여긴다.":208

#### 미국과 프랑스에 대하여
베일리는 어떤 면에서는 미국과 프랑스를 찬양하지만, 그들에게는 정치적 타락이 있다고 보았다.:526 그녀는 출판의 자유에 대한 이야기를 대체로 환상에 불과한 사상이라고 여겼으며, "... 부분적으로 미국에는 정당들과 출판사들이 신문정책에 영향을 주는 결점이 있다.":452

#### 이스라엘과 시온주의 그리고 소비에트 연방에 대하여
제2차 세계 대전 이후에 이스라엘의 근대 국가의 설립에 대하여, 베일리는 "유대인들은 그들의 불법과 테러 행위 때문에, 세계 평화의 조성을 추구하고 있는 사람들에 대한 엄청난 곤경의 초석을 마련해오고 있다."고 했다.:429
베일리는 스탈린주의 체체에 비교해서 시온주의를 비판했다.: "오늘날 시온주의(Zionism)는 침략과 무력의 사용으로 나타났고, 그 기조는 어떤 사람이 다른 사람들의 불변성의 권리에는 개의치 않고 원하는 것을 갖고자 하는 권한이다. 그러한 관점은 인류애의 영적인 지도자의 입장에 반하며, 따라서 시온주의 운동의 지도자들과 러시아의 정책을 지시하고 조종하는 사람들의 집단은 영적 위계의 방침에 반하며 인류를 위해 지속적으로 좋은 것에 반대된다. ... 오늘날 세계 자유에 대한 위협은 소비에트 연방의 통치자들의 알려진 정책과 시온주의자들의 기만적인 거짓 책동에 있다.:680

#### 현재 세계의 위기에 대하여
베일리는 "우리는 국가들에 대해서 차례차례 고찰하며, 역사적 과거와 인종의 복잡성, 영토의 위치, 반란, 물질 자원의 점유 등으로부터 생겨난 국수주의적이며 분리주의적인 영성이 어떻게 현재세계의 위기와 분열 그리고 이 세계의 관심사와 사상에 대한 충돌을 초래하는지를 관찰할 수 있었다."고 했다.:375 1947년에, 그녀는 세계적 충돌의 원인을 열거하는데 있어서, 석유 전쟁과 팔레스타인을 두고 벌이는 전쟁을 인용했다. "...그 전쟁은 그 이면에 팔레스타인에 대한 사랑이 있지 않으며 탐욕으로 얼룩져있으며, 시온주의자들이 주장하는 인도주의의 정신에 의해서가 아닌 투자 관계자에 의해서 지배되고 있다. ...":615

### 조직화된 종교에 대하여
베일리는 "인류의 모든 계층은 형제의 한 집단이 되고 있다. 가톨릭교도들과 유대인들, 비유대인들, 동양인들 그리고 서양인들은 모두 하느님의 자녀이다."라고 믿으며, 특정 교파 소속의 일체화를 초월한 전세계 영성의 한 형태를 가르쳤다. 그녀는 모든 종교는 같은 영적 기원에서 유래하며, 궁극적으로 인류는 그러함을 깨닫게 될 것이며, 그들이 그렇게 된다면, 그 결과는 전세계를 아우르는 종교와 "신세계 질서(new world order, 新世界秩序)"의 출현이 될 것이라고 전했다. 베일리는 하나된 세계를 종교의 분리가 없는 "신자들의 위대한 유일 체계"가 있는 하나된 세계를 묘사했다. 그녀는 그러한 신자들이 친선과 "신격"에 기초하여 진리를 통합하고, "인류의 영적 지도자틀을 통해 알려진 신성한 계획에 협력활 것"이라고 예언했다. 그녀는 그러함이 먼 꿈이 아니며, 그녀가 저술하는 동안에 실제적으로 나타나고 있던 변화라고 기술했다.
종교의 통합에 대한 그녀의 관점에도 불구하고 브롬리와 해먼드는 베일리와 다른 "비술가(occultist, 祕術家)들"은 ... '동양이 영적인 지식과 비학의 지혜의 진정한 고향이다."는 중심사상을 강조한다는 점을 지적한다.:15
작가 스티븐 서트클리프는 베일리의 저작들에서 "인류애의 계획, 위계체계 그리고 그리스도를 섬긴다."를 인용하며, 베일리 "세계 선의" 단체는 "그러한 세계의 봉사자들의 단체들을 촉진하고 있었다고 기술했다.:51

#### 유대교에 대하여
베일리는 유대교에 대해서 매우 비판적이었다. 그녀는 이렇게 기술했다.: "그들의 종교적 표현에 있어서 여호와의 사랑은 응당한 위협으로 가르쳐지지만 다른 사람들에 대한 관계에 대해서의 '사랑'이라는 단어는 결여되어 있다. 구약성경에는 사람들의 세계에서 다른 사람들에 대한 태도와 처신 그리고 올바른 행동에 의존하는 미래의 삶에 대한 개념이 거의 전체적으로 결여되어 있다. 그들의 구원은 외견상으로 물리적 청결에 관한 무수한 물리법칙 및 규칙을 유지하는 것에 의존한다. (과학적 방법들이 음식의 순도 유지에 적용되는 현대 세계에서) 그들은 그러한 규칙들을 지키는 소매점들을 열기에 이르렀다. 그러한 보다 덜 중요한 요소들 조차 유대인을 구별짓게 만들며, 그들이 얼마나 무익한지와는 상관 없이 다른 사람들에 대한 불편함을 증시키게 한다."고 기술했다.
그러한 내용들로 인하여, 미국의 하시드계 저자 랍비 요나산 게르숌은 신세계 질서와 베일리가 지칭하는 "(가능한 어떤 방법이 있다면 또 다시 이루어질) 정통파 유대교 신앙의 점진적인 용해"에 대한 그녀의 계획은 "그녀의 목표가 "다름 아닌 유대교 스스로의 멸망"임을 드러냈다. 게르숌은 "유대인에 대한 그러한 묘사는 19세기 개신교주의의 "성난 여호와" 신학에 근거하는 성경의 히브리인들에 대한 진부한 비판이다. 유대인들은 복수심에 불타는 화난 하느님을 숭배한 적 없었고, 지금도 마찬가지이며, 우리 유대인들은 결코 하느님을 "여호아"라 부르지 않는다."고도 기술했다.

#### 기독교에 대하여
베일리는 "그리스도의 재림"을 기술했지만, 그것에 대한 그녀의 개념은 주류의 기독교 교회들의 것과는 다소 다르다. 베일리는 거의 항상 기독교 사상을 명확히 지징하는 것이 아닌 "그 그리스도(the Christ)"라는 구로 된 용어를 사용한다. 그녀에게 있어서, 위계체계의 지도자는 여러 스승들이 밝히는 진화의 과정에 있는 그들이 종사하는 "직분"이다.:471 그녀는 새로운 그리스도는 (십자가에 못박혀야 했던 이전의 그리스도와는 달리) "특정한 신념이 전혀 없는 분"일 수도 있으며, 그는 특정한 국가나 인종 또는 종교에서 나타날 수도 있다는 개념을 소개했고, 그의 재림의 목적은 "어디에서나 모든 사람들에 대한 개인의 밀접한 인간관계에 대한 "아버지의 사랑 안에서의 사람의 신념을 회복하는 것"이 될 것이라고 기술했다.:190
그녀는 어떠한 특정 단체도 어떤 사람을 기독교인들에게만은 아닌 전세계나 특정 국가 또는 단체에 속한 새 시대의 그리스도라고 주장할 수 없다고 전했다. 베일리는 주류의 기독교에 대해 매우 비판적이었다. 그녀는 그 스스로의 의향과는 정반대되는 그리스도의 재림에 대한 교회의 많은 가르침에 대해서 언급했고 "기독교와 기독교 국가들의 역사는 침략적인 호전성의 면모를 드러내고 있다."고 기술했다.

## 영향력
앨리스 베일리의 영향력은 그녀가 설립한 단체들과 종교적이며 영적인 여러 작가들 그리고 가르침에 있어서 그녀의 저서들을 사용하는 단체들에서 나타난다.

### 베일리와 그녀의 추종자들이 설립한 단체
앨리스와 포스터 베일리에 의해 영적인 가르침을 전파하기 위한 목적으로 설립된 신비학교(Arcane School)는 세계적 일일 명상과 연구를 위한 전세계적 "삼각(Triangles)" 프로그램을 구성하여 사람들을 모두 그 세 개의 단체에 끌어들이려 한다. 그들의 신앙은 그들이 명상을 통해 신성한 기(氣, energy)를 받는다는 것이다. 그러한 기는 영적인 깨달음을 일으키는 인류애로 전이된다. 존 아미클 그리어의 《비학 신백과사전(New Encyclopedia of the Occult)》은 그 학교는 수장인 그리스도의 안내로 스승들의 위계체계의 과업을 완수하기 위해서 "세계 봉사의 한 새로운 단체의 발전을 추구한다."고 전한다.

### 뉴에이이지 운동에 대한 영향력
베일리는 그녀의 저서에서 뉴에이지라는 용어를 광범위하게 사용하며, 몇몇 저서들은 그녀를 뉴에이지 운동의 창시자로 묘사해오고 있다. 그러나, 《뉴에이지(The New Age)》라는 용어는 베일리가 그것을 사용하기 이전인 1894년에 처음 출판된 기독교의 자유주와 사회주의의 한 잡지의 이름이다.
제임스 R. 루이스와 J. 고든 멜턴은 《새 시대의 전망(Perspectives on the New Age)》에서 "중요한 것은, 물론 유일한 것이 아니지만, "뉴에이지"라는 용어 뿐만 아니라, 그것의 변형의 비유의 출처는 특히 앨리스 베일리의 저작들에 의한 운동을 매개로 하는 관점의 신지학이다."라고 기술했다.
존 싱클레어 경은 그의 저서 《앨리스 베일리의 유산(The Alice Bailey Inheritancee)》에서 20세기의 의식 성장 운동에 기저를 이룬다고 하며 앨리스 베일리의 중대한 영향력에 대해서 의견을 더했다.

### 신이교에 대한 영향력
몇몇 작가들은 베일리의 일부 개념과 이교의 현대식 표현과의 유사성을 언급했다.
1960년대과 1960년대에, 신이교 작가이자 의식마법 연구가 캐롤 포크 러니언은 《일곱 빛줄기(The Seventh Ray)》라고 불리는 한 잡지를 출판했는데, 그것의 이름은 앨리스 베일리의 저서들로부터 차용한 것이다. 1990년대에, 그 잡지의 기고들을 모은 두 권의 저서 《일곱 빛줄기 제1권, 푸른 빛줄기(The Seventh Ray Book I, The Blue Ray)》과 《일곱 빛줄기 제2권, 붉은 빛줄기(The Seventh Ray Book II, the Red Ray)》가 출판 되었다 출판되었다.

### 종교내 여성에 대한 영향력
작가 캐서린 웨신저는 "그것이 인기를 얻기 육년 전에 ..." 베일리가 해방된 여성이었으며, 베일리의 애니 베전트의 저자들과 유사한 "천년설의 견해"를 나타내며, 그것들은 "동시대 뉴에이지 운동의 중요 근거"였다.고 기술했다.
《북미의 종교와 여성에 대한 백과사전(Encyclopedia of Women And Religion in North America)》에 따르면, (람타라는 이름으로 알려진 실체와 교신한다고 하는) 잘 알려진 JZ 나이트와 (《기적수업(A Course in Miracles)》의 저자로 그녀가 "받아쓰기(scribing)"라고 부르는 정신감응적 지령의 과정을 설명한) 헬렌 슈크먼 그리고 (자신이 "승천대사로부터의 지령"이라 부르는 것을 출판한) 엘리자베스 클레어 프라핏을 포함한 뉴에이지 철학의 몇몇 지도자들이 베일리의 가르침을 더 발전시켰다.
배일리가 그녀의 많은 저서들의 공저자라고 주장한 "티베트의" 스승 드왈 쿨은 두 명의 새로운 여성 영매 바이올렛 스타러와 모리아 마스턴에 의해서도 공저자로 주장되어오고 있다. 스타러는 베일리의 옛 스승과 두 번 교신했다고 주장한다. 그녀의 첫 번째 저서 《다이아몬드의 빛과 존재의 우주 심리, 4차원 그리고 일곱 빛줄기 등(Diamond Light, Cosmic Psychology of Being, 4th Dimension, 7 Rays & More)》의 표제는 베일리의 저작들에 명백한 빚을 지고 있다고 하는데, 그것은 때때로 《다이아몬드의 빛과 존재의 우주 심리, 4차원 그리고 일곱 빛줄기 등(앨리스 A 베일리와 유사한 가르침)(Diamond Light, Cosmic Psychology of Being, 4th Dimension, 7 Rays & More Diamond Light, Cosmic Psychology of Being, 4th Dimension, 7 Rays & More (Teachings Similar to Those Given to Alice A. Bailey))》라는 완전한 제목으로 도서 분류에 포함된다. 같은 영향력은 2004년 출판된 스타러의 《자수정의 빛: 드왈쿨이 바이올렛 스타러를 통하여(The Amethyst Light: Djwhal Khul Through Violet Starre)》에서도 나타난다. 2006년에 마스턴의 《티베트 사람 드왈 쿨과 함께 하는 자기 탐구(Soul Searching with Djwahl Khul, the Tibetan)》가 출판되었고, 그녀의 출판사 Airleaf Books에 따르면, "그녀는 1986년부터 상승대사 드왈 쿨과 의식적으로 교신해오고 있다."고 한다.

### 정신요법과 치유법에 대한 영향력
1930년에, 영국계 네덜란드인 심령론자이자 신지학자 올가 프뢰베 캅테인의 후원에 힘입어 베일리는 스위스의 카사 가브리엘라에 있는 그녀의 사유지에 단기 "영성 연구 학교"를 설립했다. (1932년, 베일리와 프뢰베캅테인 사이의 사적인 불화로 인해 그 학교는 문을 닫았고, 그 때에 프뢰베캅테인은 그곳을 에라노스 연구단체로 돌려놓았다.) 정신통합요법의 창시자인 로베르토 아사지올리는 영성 연구 학교에서 강사로 있었다. 그는 1930년대에 베일리와 가까운 관계를 유지했다. 그의 저작들 중 일부는 베일리의 잡지 《신호등(The Beacon)》에 수록되었다. 그리고, 그는 베일리의 조직 루시스 트러스트의 신탁 관리자였다. 그는 1920년을 시작으로 정신통합요법(Psychosynthesis, 精神統合療法)이라고 불리는 심리학에 대한 그의 접근법을 발전시켜왔다. 후일에, 그의 기법들은 베일리의 저작의 일부 요소들에 영향을 받았다. 그러나, 존 퍼먼과 앤 질라는 아사지올리는 그녀가 정신통합요법과 종교 또는 형이상학이 서로 혼동 되지 말아야 한다고 주장하며, 그것들 사이의 "침묵의 벽"이라고 부르는 것을 고수했다고 기술한다.
로저 J. 울저는 한 신문을 통해 1999년에 케임브리지 대학교에서 개최된 "뇌를 넘어서" 학회에 소개된 한 신문에서 "브레넌의 경우에서와 같이 트랜슬리에게서 영묘하고, 감성적이며 정신적이고 영적이라고 부르는 미요한 체계의 위계에 대한 묘사를 발견할 수 있다."고 전했다. (흥미롭게도, 트랜슬리는 그의 소개한 사례에 대한 출처를 힌두교 가르침의 표준전거(標準典據, locus classicus) 파탄잘리의 요가 수트라에 대한 앨리스 베일리의 신지학적 주해에 기인한다고 하였다.
베일리의 영향력은 인간 잠재력 운동과 같이 그녀가 직접적으로 참여한 적 없는 치유 공동체들에서도 나타난다.

### UFO 단체에 대한 영향력
크리스토퍼 패트리지는 베일리와 루돌프 슈타이너의 저서들 그리고 일반적인 신지학은 모두 그가 "UFO교"라고 부르는 것에 영향을 주었다고 했다. 그가 설명하기를 "... 신지학에는 여러 분파가 있는데, 엄밀히 말하면, UFO교에 가장 중대한 영행력을 갖는 분파는 앨리스 베일리에 의해 발전된 것이다."라고 했다. 파트리지는 최초의 UFO교를 베일리가 "값싼 희극"이라고 묘사한 가이 발라드의 나는 활동이다.("I AM" Activity)라고 제의한 고든 멜턴을 인용했다.:16
서던 캘리포니아 대학교의 교수 로버트 S. 엘우드는 대니얼 프라이라는 이름의 피접촉자에 의해 설립된 언더스탠딩 주식회사(Understanding, Inc.)라고 불리는 UFO 신봉자들의 한 전국적인 단체를 포함하여 1970년대의 미국에서의 다양한 종교와 영성 단체를 조사했다. 그는 "흥미롭게도, 뉴에이지 기도문이 앨리스 베일리의 저서들에서 사용된 한 기도문으로부터 파생되었음에도 불구하고, 그러한 조우와 연관되는 특정한 종교적 활동은 없다."라고 보고했다.
울버햄프턴 대학교의 조지 크리사이드스는 베일리의 태양신전교단(太陽神傳敎團, Order of the Solar Temple)과 연관 UFO 단체들의 사상에 대한 베일리의 영향력을 인용했다.
UFO교 에테리우스회의 회원 벤자민 크렘은 앨리스 베일리의 추종자가 되었고, 1975년에는 1946년에 엘리스 A. 베일리에 의해 예언된 마이트레야의 지구 재림을 준비하기 위해서 마이트레야와 접촉했다고 선언했다. 1946년 1월에 앨리스 A. 베일리는 (지두 크리슈나무르티가 "세계 스승 계획"을 부인한 이래, 베일리는 그녀의 저서에서 마이트레야를 그렇게가 아닌, 그리스도나 세계의 스승이라고 부른) 그리스도가 2025년 이후의 어느 때에 물질계에서 그 자신의 육체를 드러내며 재림할 것이며,:530 그러한 뉴에이지는 그리도의 재림에 대한 기독교의 개념과 같을 것 이라고 예언했다.

## 비전 점성술
대부분의 점성술이 인물에 초점을 맞추는 반면, 앨리스 베일리의 비전 점성술(祕傳 占星術, esoteric astrology)은 영혼과 영성의 진화를 위한 그것의 열망을 설명하기를 추구한다. 비전 점성술은 베일리의 (그리고 드왈의) 영원한 지혜의 가르침에 기반이 있다. 한 저자에 따르면 "티베트의 스승 드왈 쿨은 점성술과 그것이 상징화하고 해석하기를 추구하는 삶에 더 영혼지향적인 접근을 위한 중대한 토대를 마련해준다.":14
베일리의 가르침을 따르는 비전 점성가들은 대체로 그녀의 다섯 권으로 된 《일곱 빛줄기에 대한 논문, 제3권 점성술에 대하여(Treatise on the Seven Rays, particularly volume three which focuses on astrology)》에 그들의 실천의 근거를 두고 있다.
비전 점성술에서 일곱 빛줄기는 다음과 같이 상응하는 "영혼의 욕구"를 지니는 점성학적 별자리와 행성에 적용된다. 몇몇 비전 점성가들은 항성 황도대의 사용을 주장했지만, 앨리스 베일리는 회귀 황도대를 그러했다.:
- 첫 번째 빛줄기: 의지와 능력 - 별자리: 양자리, 사자자리, 염소자리 - 행성: 불칸, 명왕성
영혼의 욕구: "집단의 이득을 위한 영적 의지의 사용, 통합과 아름다움을 향상시키는 목적을 위해 사용되는 능력, 단체의 목적과 존립을 위한 의지의 표현."[57]:105

- 두번째 빛줄기: 사랑과 지식 - 별자리 쌍둥이자리, 처녀자리, 물고기자리 - 행성: 목성, 태양
영혼의 욕구: "특정 단체나 삶의 환경에 대한 전체의 사랑과 부양을 야기하는 욕구, 자기적 이끌림을 통해 치유를 야기하는 능력, 의식의 고무와 그럼으로써 야기되는 더 큰 사랑과 지혜에 대한 초점, 차이를 넘어 통합의 원리를 이해하는 능력."[57]:110

- 세번째 빛줄기: 활동적 지성 - 별자리: 게자리, 천칭자리, 염소자리 - 행성: 지구, 토성
영혼의 욕구: "인류를 이롭게 하는 사상의 탄생, 단체의 기가 번영토록 하는 시간과 활동의 구조화, 모든 면에서 인류에게 봉사하는데 사용될 준비가 된 고유의 객관적 지성."[57]:114

- 네 번째 빛줄기: 충돌을 통한 조화 - 황소자리, 전갈자리, 사수자리 - 행성: 수성, 달
영혼의 욕구: "자연과 형상세계에 존재하는 아름다움과 조화에 대한 깨달음을 통한 인류의 의식 발생을 추구하는 '신성한 예술가', 하늘과 땅 그리고 하느님과 사람 사이의 중재자, 사제."[57]:122

- 다섯번째 빛줄기: 실체적 지식 - 별자리: 사자자리, 사수자리, 물병자리 - 행성: 금성
영혼의 욕구: "순수 관념화의 추상적 세계와 실용의 실체 세계 사이의 지적 연결을 위해 일하는 사람들, 고결한 지성을 분출토록 하는 발명과 그러한 창조에 있어서의 정확성과 정밀성."[57]:127

- 여섯번째 빛줄기: 헌신과 이상주의 - 별자리: 처녀자리, 사수자리, 물고기자리 - 행성: 화성, 해왕성
영혼의 욕구: "이기적이며 사적인 동기를 모두에게 좋은 무욕의 비개인적인 헌신으로 바꾸는 욕구, 사랑과 지혜의 위대한 표현을 위해 배타성을 포괄성으로 새로이 순응시키는 환경을 야기하는 것."[57]:133

- 일곱번째 빛줄기: 마법 의식 - 별자리: 양자리, 게자리, 염소자리 - 행성: 천왕성
영혼의 욕구: "하느님의 의지에 따라 주어진 삶의 환경의 여러 측면을 모아서 질서바른 표현으로 만들고 조화롭게 하는 욕구"[57]:139

비전 점성술에서의 행성과 하우스의 주인지위는 대중적인 점성술의 것과는 다르다. 비전 점성술의 행성과 하우스의 주인지위는 한 사람이 삶을 통한 영혼의 의향 또는 여정을 분석하고 있을 때 사용된다. 드왈 쿨(그리고 엘리스 베일리)에 따르면, 그러한 주인행성은 다음과 같다.:
|            | 성격(세속) | 영혼(비전) | 하우스   |
| ---------- | ---------- | ---------- | -------- |
| 양자리     | 화성       | 수성       | 첫 번째  |
| 황소자리   | 금성       | 불칸       | 두번째   |
| 쌍둥이자리 | 수성       | 금성       | 세번째   |
| 게자리     | 달         | 해왕성     | 네 번째  |
| 사자자리   | 태양       | 태양       | 다섯번째 |
| 처녀자리   | 수성       | 달         | 여섯번째 |
| 천칭자리   | 금성       | 천왕성     | 일곱번째 |
| 전갈자리   | 화성       | 화성       | 여덟번째 |
| 사수자리   | 목성       | 지구       | 아홉번째 |
| 염소자리   | 토성       | 토성       | 열번째   |
| 물병자리   | 천왕성     | 목성       | 열한번째 |
| 물고기자리 | 목성       | 명왕성     | 열두번째 |

앨리스 베일리는 《비전 점성술(Esoteric Astrology)》에서 "최종으로 인식된 그의 단체 관계에 있는 사람이 정통 천궁도가 밝히려 하는 그의 개인적 생활에서 나타나는 것보다 더 중요하다. 그것은 그의 작은 운명과 중요치 않은 숙명만을 결정한다. 비전 점성술은 그의 단체의 유용성과 그의 잠재 의식의 범위를 나타낸다."고 기술했다.

## 비전 치유법
비전 치유법(祕傳 治癒法, esoteric healing)은 엘리스 베일리의 철학적 저서들의 주요 주제이다. 그것은 《일곱 빛줄기에 대한 논문(The Treatise on the Seven Rays)》의 제4권에 수록되어 있다. 비전 치유법의 주된 강조는 육체나 세 가지 인격(육체, 감정, 정신) 중의 어느 하나에 있지 않지만, 영혼에 있다. 그러함은 "비전 치유의 법칙 하나"에서 전해진다.: "모든 질병은 억압된 영혼의 삶의 결과이다. 그러함은 모든 왕국에 있는 모든 형태의 진실이다. 치료자의 기술은 그것의 삶이 어느 특정 형태를 구성하는 유기체의 집합을 통해 흐를 수 있도록 그 영혼을 해방시키는 방법을 포함한다." 기본 치유 빛줄기는 두 가지이다. 더 진보된 비전 치유법은 그것의 실천가가 그들 스스로의 영혼의 빛줄기와 환자의 영혼의 빛줄기와 함께 작용하도록 한다. 1953년에 제4권(《비전 치유법》)이 처음 출판되었다. 1970년대까지 그것은 그 가르침을 충분히 이해하고 실천하기 시작한 한 단체에 수용되었다. 1991년에 브렌다 존스턴은 국제 건강 연구 네트워크(International Network of Esoteric Healing, INEH)를 설립했다. 그 국제 단체는 작은 규모이지만, 약 20 개국에 퍼져으며, 비전 치유법과 그것의 임상의 숙련된 교사들에 의해 학생들에 대한 훈련이 이루어지며, 연간으로 국가의 그리고 국제적인 연간 회의가 개최된다. 그들은 연 2회의 학술지도 발행한다. INEH는 그 단체의 회원자격이 요구되지만, 비전 치유법은 그 기술의 실천을 원하는 누구에게나 개방되어 있다.

## 대중 문화에서의 엘리스 A. 베일리

### 음악
- 1975년에, 토드 런그렌은 한쪽 면에 〈이니시에이션(Initiation, 시작)〉이라고 불리는 노래가 수록된 앨범 〈이니시에이션〉을 발매했다. 그 앨범의 제목은 겉보기에는 엘리스 A. 베일리와 C.W. 리드비터에 의해 가르쳐진 시작에 대한 신지학적 개념에 근거한다. 그 앨범의 다른쪽 면의 전체는 "〈어 트리티스 온 코스믹 파이어(A Treatise on Cosmic Fire, 우주의 불에 대하여)〉라고 불리는 한 노래로 계속된다. 그 노래의 세 부분은 "원. 더 인터널 파이어, 오어 파이어 바이 프릭션(I. The Internal Fire, or Fire by Friction, 나. 내면의 불, 또는 마찰로 인한불)"과 "투. 더 파이어 오브 스피릿, 오어 일렉트릭 파이어(II. The Fire of Spirit, or Electric Fire, 정신의 불, 혹은 전기적 불)" 그리고 "파이어 오브 마인드(The Fire of Mind, or Solar Fire, 마음의 불, 또는 태양의 불)"로 이루어여 있다. 그 세 국면 중에서 두번째 부분은 엘리스 A. 베일리의 저서 《우주의 불에 대한 논문(Treatise on Cosmic Fire)》이 직접적으로 인용되어 있다. 1975년에도, 런그렌은 〈어나더 라이브(Another Live)〉라는 제목의 그의 사이드프로젝트 유토피아(Utopia)에 의한 한 앨범을 발매했다. 그 앨범은 (위에서 언급된 것과 같은 이름의) 〈더 세븐 레이스(The Seven Rays, 일곱 빛줄기)〉이다.  1977년에 마지막으로, 런그렌은 유토피아 밴드의 앨범 〈웁스! 롱 플래닛(Oops! Wrong Planet, 어머나! 잘못된 행성)〉의 〈러브 인 액션(Love in Action, 행동하는 사랑)〉이라는 제목의 한 노래에 베일리의 또 다른 문헌의 내용을 덧붙였다. 러브인 액션은 앨리스와 포스터 베일리의 "세계 선의" 단체에 의해 개선된 개념을 갖고 있다.

- 1982년에, 베일리의 영향력은 대중문화에 나타났는데, 예를 들면, 밴 모리슨이 발매한 앨범 〈뷰티풀 비젼(Beautiful Vision, 아름다운 환영)〉에서, 그는 〈드웰러 온 더 트레숄드(Dweller on the Threshold, 출발점 거주자)〉와 〈아리안 미스트(Aryan Mist, 아리아의 안개)〉라는 노래서 그 가르 그 가르침과 그 티베트인을 직접적으로 인용했다.[119] 모리슨은 〈아이보리 타워(Ivory Tower, 상아탑)〉과 〈그린 맨션스(Green Mansions, 녹색 저택들)〉이라는 노래에서 베일리의 《매혹: 세계의 문제(Glamour: A World Problem)》를 연상시키는 "월드 오브 글래머(world of glamour, 매혹의 세계)"라는 구절도 인용했다. 1984년의 앨범 〈센스 오브 원더(Sense of Wonder, 경이로운 감정)〉에서 노래 〈에인션트 오브 데이즈(Ancient of Days, 고대의 나날들)〉은 《위계체계의 외면화(The Externalization of the Hierarchy)》와 같은 서적들에서 발견되는 베일리의 한 개념에 대한 인용이 나타난다. 모리슨의 앨범 〈인아티켤러트 스피치 오브 더 하트(Inarticulate Speech of the Heart, 자연스러운 마음의 말)〉의 해설서에서도 《매혹: 세계의 문제(Glamour: A World Problem)》가 직접적으로 인용된다.

## 저서
루시스 트러스트는 앨리스 베일리의 저서들의 공식 출판사. 앨리스 베일리의 몇몇 저서는 저작권이 소멸되었으므로 개별 웹사이트를 통해서 검색을 통해서 이용 가능하다.

### 앨리스 베일리의 기여작
다음은 "티베트인의 전언으로부터"라는 서문을 포함하고 있는, 일반적으로 "받아쓰여졌다."고 하는 저서들이다.
- Bailey, Alice (1922). 《Initiation, Human And Solar →시작과 인간 그리고 태양》. Lucifer Pub. Co. OCLC 1882542.
- Bailey, Alice (1922). 《Letters On Occult Meditation →신비 명상에 대한 서신들》. New York. OCLC 16554444.
- Bailey, Alice Anne (1930) [1925]. “A Treatise On Cosmic Fire →우주의 불에 대한 논문”. OCLC 59038059.
- Bailey, Alice (1997) [1927]. 《The Light Of The Soul : Its Science And Effect : A Paraphrase Of The Yoga Sutras Of Patanjali →영혼의 빛: 그것의 과학과 효과: 파탄잘리의 요가 수트라스의 의역》. Lucis Publishing. ISBN 978-0-85330-112-7.
- Bailey, Alice A. (1987) [1934]. 《A Treatise On White Magic, Or, The Way of The Disciple →백마법에 대한 논문 또는 그 제자의 길》 5판. Lucis Pub. Co. ISBN 978-0-85330-123-3.[깨진 링크(과거 내용 찾기)]
- Bailey, Alice (1944). 《Discipleship In The New Age →새 시대의 사도직》. New York, Lucis Pub. Co. [. OCLC 7376440.
- Bailey, Alice (1944). “The Problems Of Humanity →인류의 문제”. New York. OCLC 368105355.
- Bailey, Alice (1947). 《The Reappearance Of The Christ →그리스도의 재림》. New York, Men of Goodwill. OCLC 80397436.
- Bailey, Alice (1949). 《The Destiny Of The Nations →국가의 운명》. Lucis. OCLC 221102891.
- Bailey, Alice (1950). 《Glamour : A World Problem →매혹: 세계 문제》. Lucis Press. OCLC 221718671.
- Bailey, Alice (1950). 《Telepathy And The Etheric Vehicle →정신감응과 이중체 매개물》. New York, Lucis Pub. Co. OCLC 19102973.
- 《Education In The New Age》→새 시대의 교육—1954
- 《The Externalization Of The Hierarchy》→위계체계의 외면화—1957
- 《Ponder On This: A Compilation》→숙고: 편집본—2003
- 《A Treatise On The Seven Rays》→일곱 광선에 대한 논문:
  - Volume 1: Esoteric Psychology I→제1권 비전 심리학 제1편—1936
  - Volume 2: Esoteric Psychology II→제2권 비전 심리학 제2편—1942
  - Volume 3: Esoteric Astrology→제4권 비전 점성술—1951
  - Volume 4: Esoteric Healing→비전 치유법—1953
  - Volume 5: The Rays And The Initiations→빛줄기와 시작—1960

### 앨리스 A. 베일리의 단독작
다음은 베일리가 단독 저작을 주장한 저서들이다.
- 《The Consciousness Of The Atom》→원자의 감지—1922
- 《The Soul And Its Mechanism》→영혼과 그것의 기계론—1930
- 《From Intellect To Intuition》→지력부터 직관력까지—1932
- 《From Bethlehem To Calvary》→베들레헴에서부터 갈보리까지—1937
- 《The Unfinished Autobiography》→미완성의 자서전—1951
- 《The Labors Of Hercules》→헤르쿨레스의 노동—1974
- 《The Labours Of Hercules: An Astrological Interpretation》→헤라클레스의 노동: 점성학적 해석—1982년 첫출판.

### 비평작
- Sjöö, Monica (1998). 《New Age Channelings – Who Or What Is Being Channeled?》→뉴에이지 채널링: 누가 또는 무엇이 교신된단 말인가? Bristol, England: Green Leaf Bookshop. Monica Sjoo website의 온라인 문헌, 발견날짜: 2010-06-28.
- Sjöö, Monica, Sinister Channelings Notes and explanations to accompany the 《New Age Channelings》의 주석 및 설명, 온라인 문헌, 발견날짜: 2010-06-28.
- Sjöö, Monica (1999-09-09). 《Return of the Dark/Light Mother or New Age Armageddon? Towards a Feminist Vision of the Future.》→빛과 어둠의 어머니의 귀환인가 뉴에이지 아마겟돈인가? 여권 확장론자의 미래에 대한 견해 Texas: Plain View Press.
- A comparison between H.P.Blavatsky & Alice Baily. The Pseudo-Occultism of Alice Baily 보관됨 2010-06-14 - 웨이백 머신, →H.P.블라바츠키와 앨리스 베일리의 비교. 앨리스 베일리의 의사적 신비주의 Alice Leighton Cleather와 Basil Crump. 1929
- (러시아어) Е.И. Рерих. Критика А. Бейли.→E.I. 레리크의 A. 베일리에 대한 비평

## 같이 보기
- 비전 우주론
- 비전 치유법
- 영성 개요
- 루시스 트러스트
- 마법과 종교
- 신세계질서
- 존재의 계
- 윤회
- 서양의 밀교